# Rue de l'Hôtel des Monnaies
La rue de l'Hôtel des Monnaies (en néerlandais : Munthofstraat) est une rue bruxelloise de la commune de Saint-Gilles

## Situation et accès
La rue de l'Hôtel des Monnaies va de la petite ceinture de Bruxelles (avenue de la Toison d'Or - avenue Henri Jaspar) jusqu'à la barrière de Saint-Gilles en passant par la rue Berckmans, la rue Jourdan, la place Julien Dillens, la rue de la Source, la rue du Métal, la rue de la Victoire, la rue de Moscou, la rue de Rome, la rue Louis Coenen, la rue des Étudiants, la rue de la Rhétorique et la rue Steens.
On peut également y accéder via la station  de prémétro Parvis de Saint-Gilles.

## Origine du nom
Son nom vient de l'ancien Hôtel des Monnaies de Bruxelles situé au no 99 de la rue.

## Bâtiments remarquables et lieux de mémoire
- n° 128A : école communale du Parvis